# Adair José Guimarães
Adair José Guimarães (* 16. Juni 1960 in Mara Rosa, Bundesstaat Goiás) ist ein brasilianischer Geistlicher und römisch-katholischer Bischof von Formosa.

Wappen von Adair José Guimarães.

## Leben
Adair José Guimarães empfing am 21. Dezember 1986 die Priesterweihe.
Papst Benedikt XVI. ernannte ihn am 27. Februar 2008 zum Bischof von Rubiataba-Mozarlândia. Der Altbischof von Uruaçu, José da Silva Chaves, spendete ihm am 17. Mai desselben Jahres die Bischofsweihe; Mitkonsekratoren waren José Carlos de Oliveira CSsR, emeritierter Bischof von Rubiataba-Mozarlândia, und Messias dos Reis Silveira, Bischof von Uruaçu. Als Wahlspruch wählte er Fiat Voluntas Tua.
Papst Franziskus ernannte ihn am 27. Februar 2019 zum Bischof von Formosa. Die Amtseinführung erfolgte am 1. Juni desselben Jahres.